# Georges Randax
Georges Colin dit Georges Randax, né en 1898 à Liège et mort le 30 janvier 1979 à Molenbeek-Saint-Jean, est un acteur belge.

## Biographie
Georges Randax commence au Théâtre du Gymnase de Liège, puis travaille au Théâtre royal du Parc, au Théâtre national de Belgique, au Théâtre royal des Galeries et au Rideau de Bruxelles. 
Il a été professeur au Conservatoire royal de Liège et a reçu l'Ève du Théâtre en 1952, pour son rôle de Willy Loman dans Mort d'un commis voyageur d'Arthur Miller.

## Théâtre
- 1951 : Mort d'un commis voyageur d'Arthur Miller, mise en scène de Jacques Huisman, Théâtre national de Belgique
- 1952 : Rue des anges de Patrick Hamilton, mise en scène de Lucien Fonson, Théâtre royal des Galeries
- 1952 : La Femme du boulanger de Marcel Pagnol, mise en scène de Lucien Fonson, Théâtre royal des Galeries
- 1953 : Le Désir sous les ormes de Eugene O'Neill, mise en scène de Claude Sainval, Comédie des Champs-Élysées
- 1955 : Reviens, petite Sheba de William Inge, mise en scène de Maurice Vaneau, Rideau de Bruxelles
- 1960 : La Marque du poète de Eugene O'Neill, mise en scène de Jo Dua, Théâtre national de Belgique
- 1960 : Douze hommes en colère de Reginald Rose, mise en scène de Jean-Pierre Rey, Théâtre royal des Galeries
- 1963 : L'École des femmes de Molière, mise en scène de Julien Bertheau, Rideau de Bruxelles
- 1974 : La Maîtresse des novices de John Kerr, mise en scène de Claude Vignot, Théâtre royal des Galeries

## Filmographie
- 1953 : Minuit quai de Bercy de Christian Stengel : l'inspecteur Marc Brénot
- 1956 : Le Circuit de minuit d'Ivan Govar : Pasquier
- 1956 : Le Toubib, médecin du gang d'Ivan Govar : Jean Verly
- 1958 : Quelqu'un frappe à la porte d'Alexandre Szombati : Martin
- 1967 : L'Affaire Sacco et Vanzetti de Paul Roland : le juge Thayer
- 1970 : Les Soldats de Jacques Joël : Sikorski

## Dramatiques radiophoniques
- 1959 : La Balade du Grand Macabre de Michel de Ghelderode, RTB